# Jan Małachowski (kanclerz wielki koronny)
Jan Małachowski herbu Nałęcz (ur. 26 stycznia 1698, zm. 25 czerwca 1762) – hrabia na Końskich i Białaczowie, kanclerz wielki koronny w latach 1746–1762, podkanclerzy koronny w latach 1735–1746, stolnik koronny w latach 1734–1735, wielkorządca krakowski od 17 stycznia 1734 roku do 30 czerwca 1736 roku, starosta opoczyński w latach 1726–1752, starosta ostrołęcki w 1739 roku, starosta bracławski, buczniowski, grodecki, kamieniobrodzki, krzeczowski i sądecki.

## Życiorys

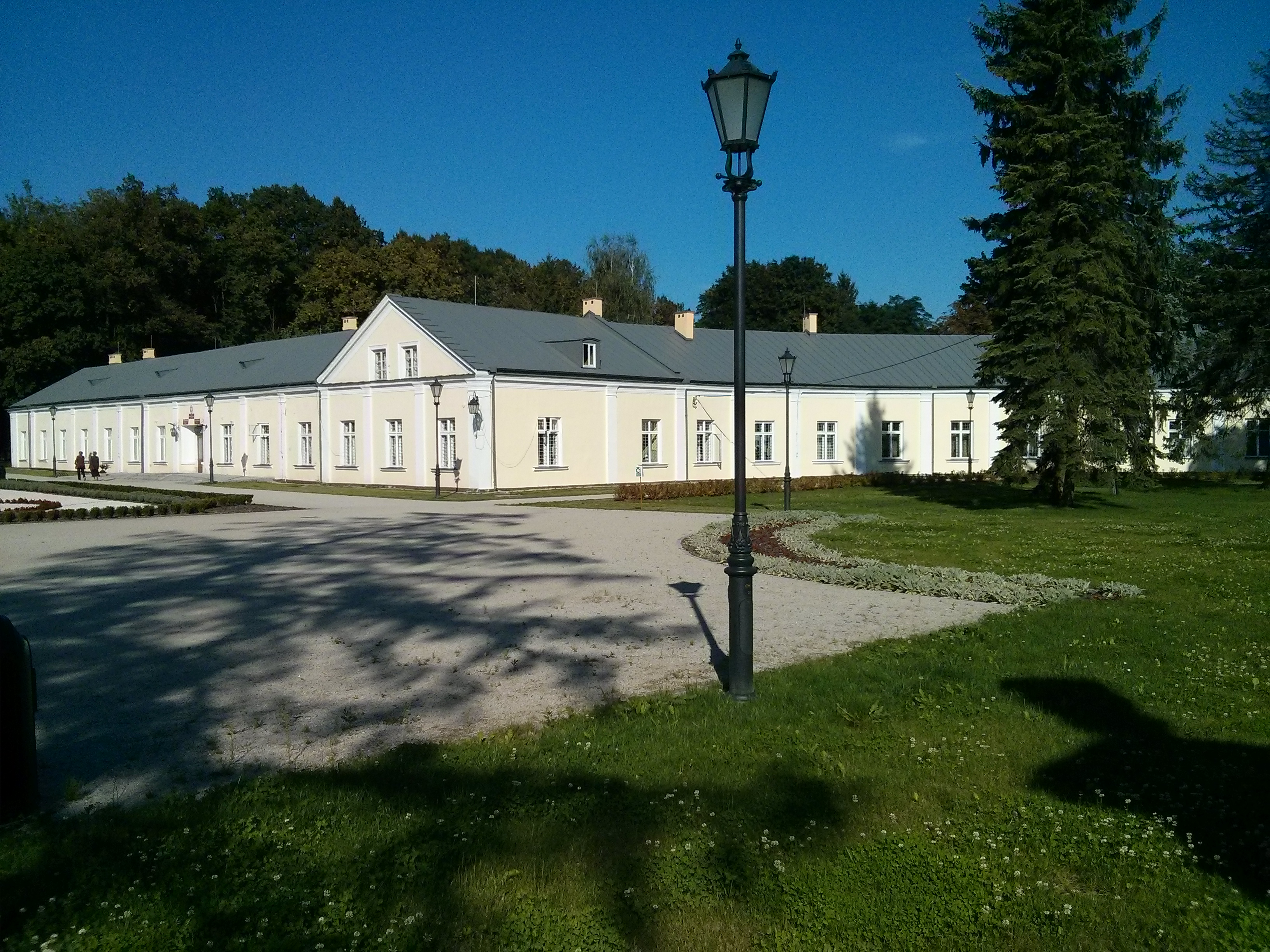
Pałac Jana Małachowskiego w Końskich

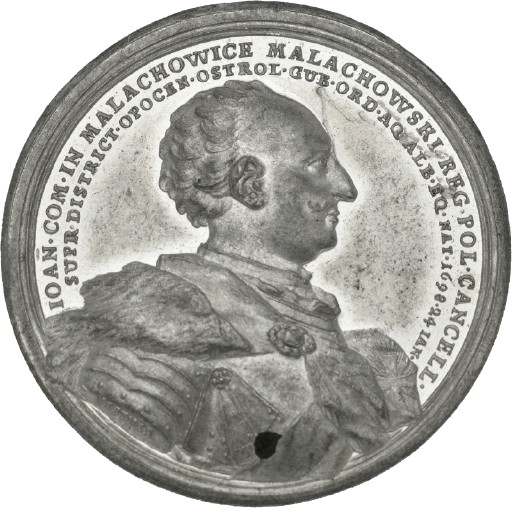

Syn Stanisława i Anny Konstancji ks. Lubomirskiej z Wiśnicza herbu Szreniawa (bez krzyża). Ożenił się z Izabelą Humiecką, z którą miał pięć córek córek: Annę, Katarzynę, Mariannę, Eleonorę, Helenę oraz czterech synów: Mikołaja, Stanisława, Jacka, Antoniego.
Poseł województwa sieradzkiego na sejm 1729 roku. Poseł województwa sandomierskiego na sejm 1732 roku i sejm nadzwyczajny 1733 roku. Jako poseł na sejm konwokacyjny 1733 roku z województwa sieradzkiego był członkiem konfederacji generalnej zawiązanej 27 kwietnia 1733 roku na tym sejmie. Jan Małachowski został stolnikiem wielkim koronnym w 1734 r., następnie podkanclerzym wielkim koronnym w 1735 r. W 1735 roku podpisał uchwałę Rady Generalnej konfederacji warszawskiej. 10 lipca 1737 roku podpisał we Wschowie konkordat ze Stolicą Apostolską.
Dnia 11 sierpnia 1736 roku w Dreźnie został odznaczony Orderem Orła Białego. Kanclerzem wielkim koronnym był od 1746 r. Był także starostą: opoczyńskim, ostrołęckim, grodeckim oraz krzeczowskim. W swej polityce był gorliwym stronnikiem Augusta III, króla Polski. Intensywnie zabiegał o poparcie rosyjskie.
Poseł województwa sandomierskiego na sejm zwyczajny pacyfikacyjny 1735 roku. Poseł województwa sandomierskiego na sejm 1760 roku.
Kanclerz posiadał własną rezydencję w Białaczowie, w której stale rezydował, ale postanowił również w Końskich wznieść rodową siedzibę na terenie dawnej rezydencji, pamiętającej jeszcze odrowąskich dziedziców. Jednak zajęty polityką i gospodarką zwlekał z wyburzeniem starego dworu w Końskich, wokół którego realizował prace budowlane przy skrzydłach bocznych. W ten sposób powstał zespół pałacowy w Końskich pozbawiony dziś korpusu głównego; natomiast otoczeniem rezydencji i parkiem zajęła się jego małżonka.
Zespół pałacowo-parkowy wybudowany przez kanclerza wielkiego koronnego Jana Małachowskiego, zachował się do chwili obecnej.